# Église protestante francophone de Washington
L’Église protestante francophone de Washington (EPFW) est une communauté protestante réformée dont le temple est situé 4500 Massachusetts avenue à Washington, capitale des États-Unis. Fondée en 1927, elle est membre de la Communauté d'Églises protestantes francophones (CEPF), et membre associée de la Fédération protestante de France.

## Histoire
L'église est fondée en 1927. Elle s'inscrit dans la tradition des églises réformées (appelé presbytériennes dans le monde anglo-saxon), tout en accueillant les chrétiens d'autres horizons - elle est multitudiniste, ouverte à tous. Son organisation est congrégationaliste, au sens qu'elle est autonome, indépendante de toute autre organisation. En 1967, le pasteur Herbert Stein-Schneider fonde les « Déjeuners du mercredi », qui rassemble chaque semaine au centre de Washington une trentaine de personnes pour partager une collation et écouter un exposé en français.
Elle accueille les familles d'expatriés parlant la langue française de plus de vingt pays différents, pour un tiers d'Europe (France, Suisse, Belgique), pour un tiers d'Afrique (Cameroun, Madagascar, Congo) et pour un faible tiers des Amériques (Brésil, États-Unis, Haïti). Elle entretient des relations œcuméniques avec l'église catholique francophone Saint-Louis-de-France de Washington, et travaille avec l'ambassade de France aux États-Unis, l'Alliance française de Washington et le Comité tricolore. 
De 2003 à 2006, Olivier Bauer est pasteur de l’Église. Il est remplacé par le pasteur Marc Henri Vidal de 2006 à 2012 puis par le pasteur Cyrille Pallot. En 2021, ce dernier rentre en France et s'attache au temple protestant de Cognac. Il est remplacé par le pasteur Noé Walter,